# Колдер, Александр Стирлинг
Александр Стирлинг Колдер (англ. Alexander Stirling Calder; 11 января 1870[…], Филадельфия, Пенсильвания — 7 января 1945, Нью-Йорк, Нью-Йорк) — американский скульптор и педагог. Сын скульптора Александра Милна Колдера, отец скульптора Александра (Сэнди) Колдера. Наиболее известные произведения: статуя Джорджа Вашингтона на арке на Вашингтон-сквер в Нью-Йорке, мемориальный фонтан Свона в Филадельфии и мемориал Лейфа Эрикссона в Рейкьявике, Исландия.

## Ранние годы
Колдер родился в Филадельфии в 1870 году. В 16 лет поступил в Пенсильванскую академию изящных искусств, где учился у Томаса Икинса. В качестве ученика скульптора в следующем году работал вместе с отцом над его скульптурами для Филадельфийской ратуши, и, по имеющимся свидетельствам, изваял руку одной из фигур. В 1890 году переехал в Париж, где учился в Академии Жюлиана у Анри Мишеля Шапю, а затем поступил в Школу изящных искусств, где работал в обучался в мастерской Александра Фальгьера.

## Карьера

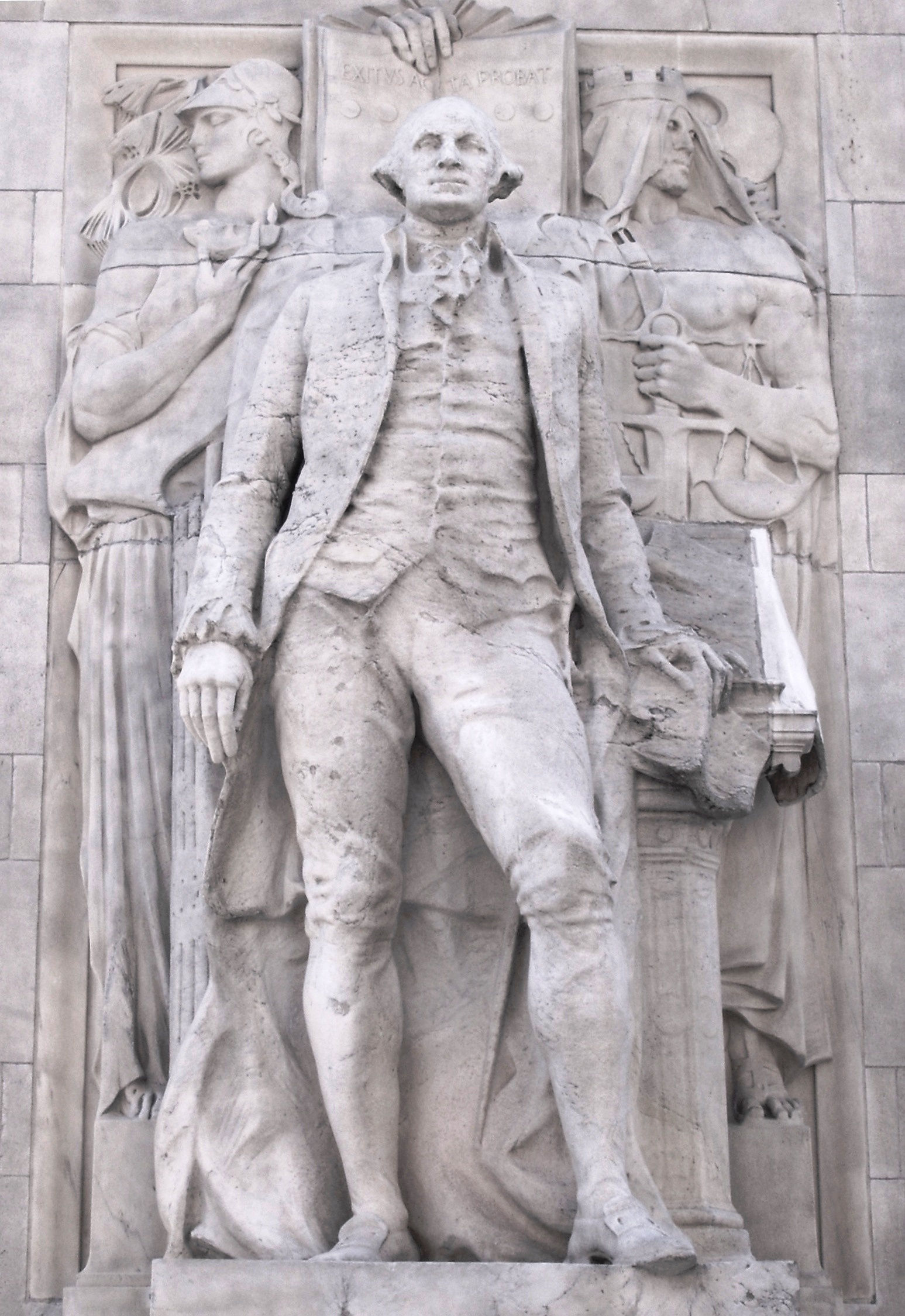
«Президент Джордж Вашингтон в окружении Мудрости и Справедливости» (1917—1918), арка на Вашингтон-сквер, Нью-Йорк.

В 1892 году Колдер вернулся в Филадельфию и начал самостоятельную карьеру скульптора. Свой первый крупный заказ он получил в результате победы на национальном конкурсе на создание большой статуи доктора Сэмюэль Гросс (изготовлена в 1895—1897 годах) для Национальной аллеи в Вашингтоне, округ Колумбия. Колдер взял за основу изображение Гросса на картине кисти Икинса 1876 года «Больница Гросса». За этим последовал заказ на серию из двенадцати больших статуй пресвитерианских священнослужителей на фасаде Уизерспун-билдинг (выполнены в 1898—1899 годах) в Филадельфии.
На протяжении своей карьеры Колдер часто преподавал в школах искусств, в том числе вёл уроки скульптуры и анатомии в Пенсильванской академии изящных искусств, училище Художественного музея Филадельфии, Национальной академии дизайна в Нью-Йорке и Лиге студентов-художников Нью-Йорка. В 1906 году он был избран в Национальную академию дизайна в качестве ассоциированного члена, а в 1913 году стал полноправным академиком.
В 1906 году Колдер заболел туберкулезом и для поправки здоровья переехал в Аризону, а затем в Калифорнию. В Пасадене он создал архитектурную композицию для Политехнического института Трупа (ныне Калифорнийский технологический институт). На восточное побережье он вернулся в 1910 году.
В 1912 году Колдер был назначен исполнительным директором (под началом Карла Биттера) скульптурной программы Панамо-Тихоокеанской международной выставки, открывшейся в Сан-Франциско, Калифорния, в феврале 1915 года. Он получил в своё распоряжение мастерскую в Нью-Йорке, где пользовался услугами модели Одри Мэнсон, которая позировала для скульптуры Star Maiden (1913—1915). Для выставки Колдер изготовил три массивные скульптурные группы: The Nations of the East и The Nations of the West, предназначенные для установки на вершине триумфальной арки, и фонтанную группу The Fountain of Energy. После гибели Биттера в апреле 1915 года, Колдер завершил мемориальный фонтан Депью (1915—1919) в Индианаполисе, штат Индиана.
Гермону Аткинсу Макнилу и Александру Стирлингу Колдеру было поручено создать большие скульптуры для арки на Вашингтон-сквер в Нью-Йорке. Скульптура «Главнокомандующий Джордж Вашингтон в окружении Славы и Доблести» (1914—1916) была создана Макнилом, скульптуру «Президент Джордж Вашингтон в окружении Мудрости и Справедливости» (1917—1918) выполнил Колдер.
Также Колдер создал ряд декоративных работ для «Вилла Визкайя», особняка Джеймса Диринга в окрестностях Майами, штат Флорида. В их число входит в том числе знаменитая «Итальянская баржа» (1917—1919), каменный каприз в виде лодки, выступающей в залив Бискейн.
Два основных заказа, выполненных скульптором в 1920-е годы — мемориальный фонтан Свона (1920—1924) и архитектурная программа Музея археологии и антропологии Пенсильванского университета (завершена в 1931 году). Оба проекта выполнены в Филадельфии.
Колдер среди других скульпторов был приглашён к участию в конкурсе проектов статую женщине-пионеру, объявленном в Оклахоме в 1927 году. Победу в конкурсе одержал Брайант Бейкер. В том же году Колдер по заказу Беркширского музея в Питсфилде создал деревянные украшения и фонтан для мемориальной комнаты Эллен Крейн . Этот музей, которое впоследствии сотрудничал и с сыном скульптора Александром (Сэнди), а в 1930-е годы заказал пару работ для нового здания театра.
В 1929 Колдер выиграл национальный конкурс проектов монументальной статуи Лейфа Эрикссона, предназначенный в качестве американского подарка Исландии в честь 1000-летия исландского парламента. Установленная перед Хадльгримскиркья, лютеранским собором в Рейкьявике, лицом обращённая на запад в сторону Атлантического океана и Гренландии, статуя Лейфа Эрикссона (1929—1932) стала для исландцев таким же национальным символом, как статуя Свободы для американцев.
Колдер умер в 1945 году, когда работал над скульптурой под названием «Сицилийской нектар». Похоронен на кладбище Вест-Лорел-Хилл в Бала-Синвид, Пенсильвания. Его мемуары, Thoughts of A. Stirling Calder on Art and Life, были опубликованы посмертно в 1947 году.

## Избранные работы

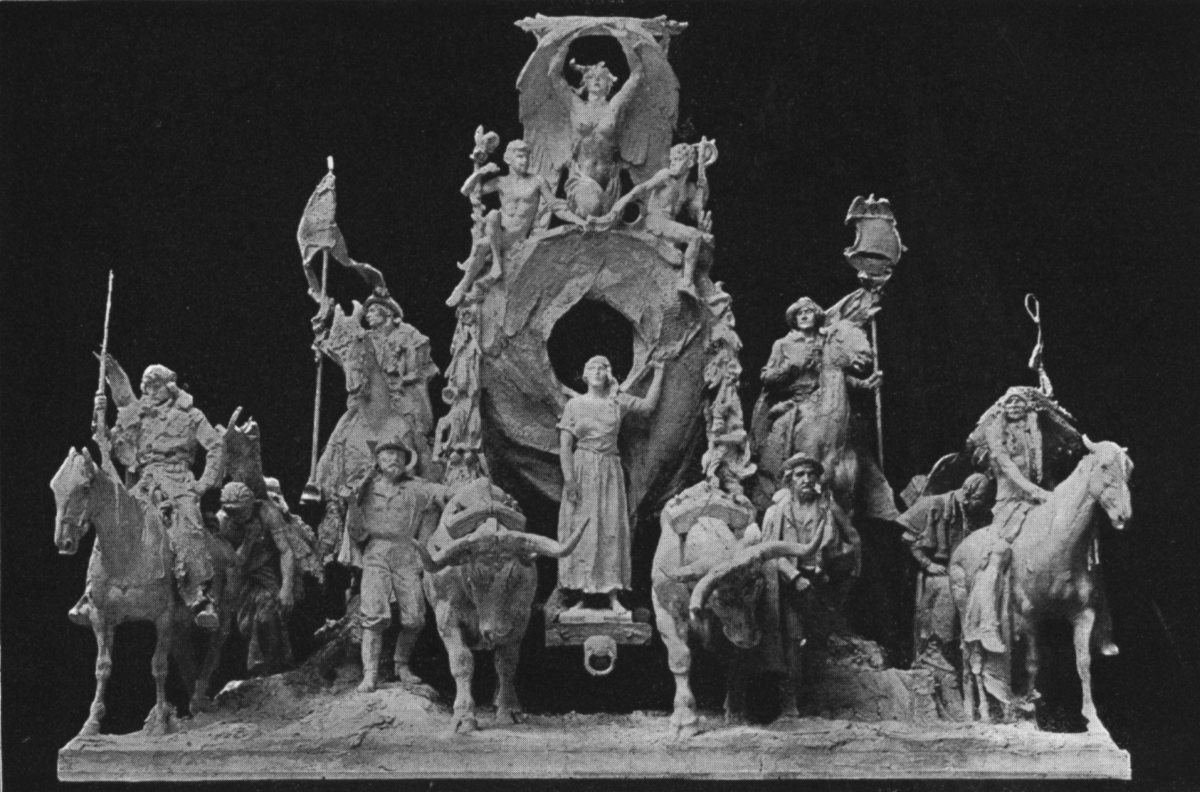
Скульптура The Nations of the West (1915), созданная для Панамо-Тихоокеанской международной выставки в Сан-Франциско, Калифорния. Эта массивная скульптурная группа венчала Арку заходящего солнца. Вторая группа, The Nations of the East (кроме прочего включавшая статую слона в натуральную величину), венчала Арку восходящего Солнца.

- Dr. Samuel D. Gross Monument (1895—1897, бронза), Университет Томаса Джефферсона, Филадельфия, Пенсильвания. С 1897 по 1970 скульптура находилась на Национальной аллее в Вашингтоне.
- Star Maiden, Оклендский музей Калифорнии, Окленд, Калифорния, 1913—1915.
- Панамо-Тихоокеанская международная выставка, Сан-Франциско, Калифорния, 1915:
  - The Nations of the West[8]
  - The Nations of the East[9]
  - Fountain of Energy[10]
- Depew Memorial Fountain, Индианаполис, Индиана, 1915—1917. Калдер завершил работу, начатую Карлом Биттером.
- George Washington as President, Accompanied by Wisdom and Justice, Арка на Вашингтон-сквер, Нью-Йорк, 1917—1918.[11]
- Декоративная скульптура на «Вилла Визкайя», Майами, Флорида, 1917—1919.[12]
- Памятник Шекспиру напротив Бесплатной библиотеки Пенсильвании, Филадельфия, Пенсиольвания, 1923—1926.
- Памятник Лейфа Эрикссона, Хатльгримскиркья, Рейкьявик, Исландия, 1929—1932.
- [13]
- Бюст Уинстона Черчилля, 1943.[14]